# Лагеркранц, Давид
Давид Лагеркранц (швед. David Gunnar Fransiscus Lagercrantz; род. 4 сентября 1962 года) — шведский журналист и писатель, наиболее известный как соавтор биографии «Я — Златан» футболиста Златана Ибрагимовича. В конце августа 2015 года вышел его роман «Девушка в паутине», который стал продолжением трилогии «Миллениум» Стига Ларссона.

## Биография
Детство Лагеркранца прошло в интеллектуальной среде Швеции. Его отец — Улоф Лагеркранц, шведский поэт и публицист. По отцовской линии журналист происходит из мелких дворян Лагеркранцов, а по бабушке является потомком поэта XIX века Эрика Густава Гейера. Лагеркранц женат на журналистке и управляющей «Dagens Eko» Анне Лагеркранц. Воспитывает троих детей.

По собственному признанию писателя, его мировоззрение сформировалось под влиянием леворадикальной шведской элиты 1980-х. Однако, опять же, по словам Лагеркрантца, он перестал принимать участие в политических дискуссиях во время журналистской деятельности. 

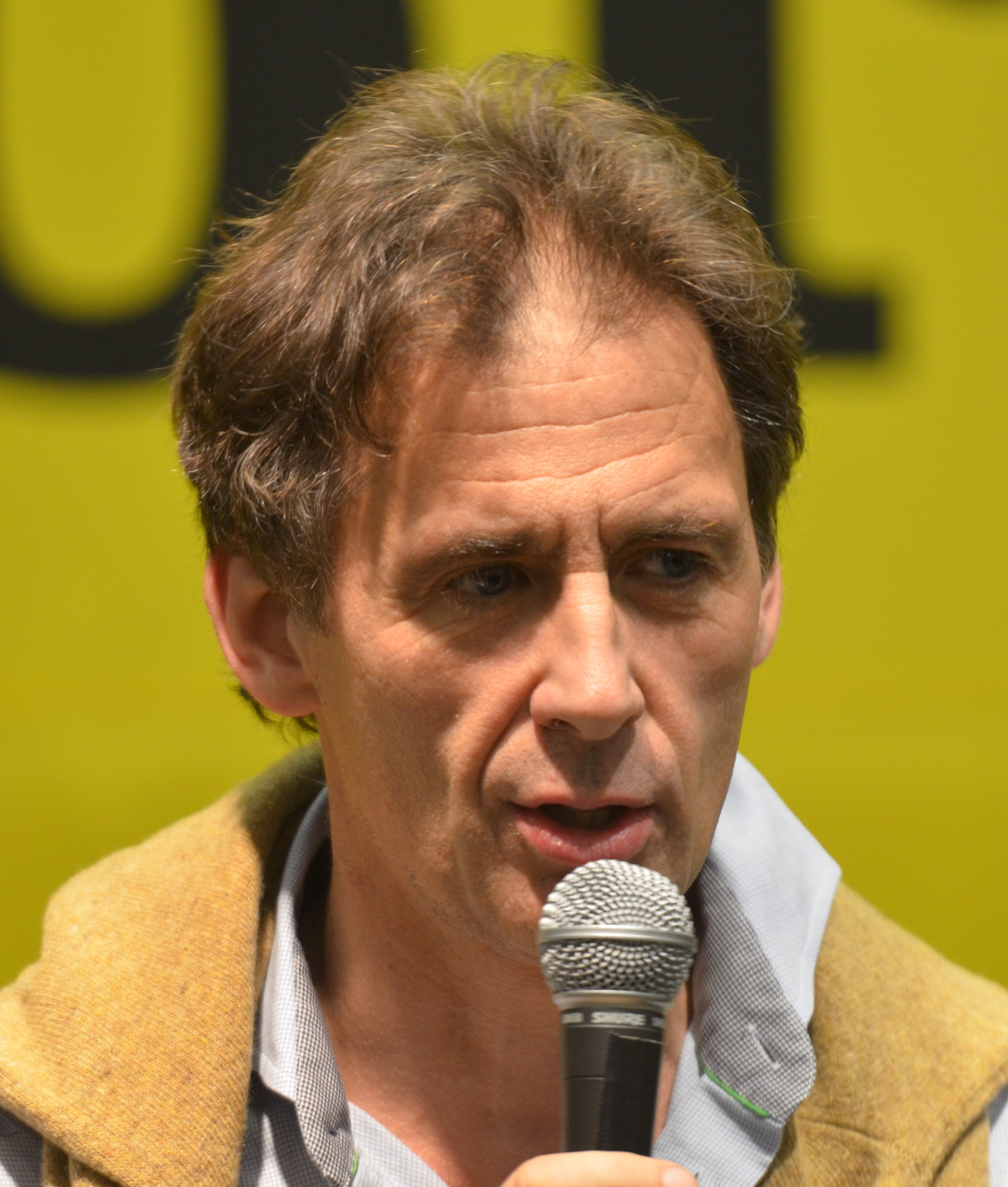
Давид Лагеркрантц на книжной ярмарке в Гётеборге, 2013

## Образование и журналистская деятельность
Изучал философию и теологию в университете, а также окончил журналистскую школу Гётеборга. Первый издательский опыт получил, работая на журнал автомобильной фирмы «Volvo». Далее он переходил в газету «Expressen» и работал там до 1993 года, освещая криминальные события на рубеже 80—90-х годов.

## Писательская карьера
Впервые опубликовал автобиографию шведского путешественника и скалолаза Йёрана Кроппа. В ноябре 2011 выходит спортивная биография под названием «Я — Златан», основанная на 100-часовом интервью Златана Ибрагимовича. Книга имела коммерческий успех, став самым быстро продаваемым бестселлером в Швеции; была издана в 30 странах. А сам автор получил Августовскую премию в 2012 году.

## Работа над «Миллениумом»
В декабре 2013 года стало известно, что Лагеркранц закончит четвёртый том продолжения бестселлера Стига Ларссона. В марте 2015 автор объявил об успешном окончании работы над книгой. По его словам, он старался придерживаться литературного слога Стига Ларссона, однако писатель отметил, что не использовал оригинальную рукопись последнего. Релиз состоялся 27 августа 2015 года под названием «Девушка, которая застряла в паутине» в Стокгольме. Также не так давно была анонсирована пятая часть серии книг о приключениях хакерши Лисбет Салландер и журналиста Микаэля Блюмквиста. Предварительно книга будет называться «Девушка которая потеряла свою тень». Известно, что основная часть действия произведения будет происходить в женской тюрьме, куда будет помещена Лисбет после событий предыдущей части, а Микаэль будет пытаться добиться её освобождения. Мировой релиз должен состояться 7 сентября 2017 года. По некоторым слухам, просочившимся в прессу, автор заявил, что в 2019 году выйдет шестая часть о приключениях хакерши и журналиста, продолженной им после смерти Ларссона, и она станет заключительной в трилогии, продолженной Лагеркранцем.
На ноябрь 2018 года назначен выход в широкий прокат экранизации книги «Девушка, которая застряла в паутине».
22 августа 2019 года вышла шестая части книги о приключениях Лисбет Саландер, которая называется «The Girl Who Lived Twice: A New Dragon Tattoo Story». В России она опубликована в ноябре 2019 года под названием «Девушка, которая должна умереть».